# Нижня Мануйлівка
Ни́жня Ману́йлівка —  село в Україні, у Козельщинській селищній громаді Кременчуцького району Полтавської області. Населення становить 91 осіб. До 2017 орган місцевого самоврядування — Мануйлівська сільська рада.

## Географія
Село Нижня Мануйлівка знаходиться на лівому березі річки Псел, вище за течією на відстані 2 км розташоване село Юрки, нижче за течією на відстані 1,5 км розташоване село Верхня Мануйлівка.

## Історія
12 червня 2020 року, відповідно до розпорядження Кабінету Міністрів України № 721-р «Про визначення адміністративних центрів та затвердження територій територіальних громад Полтавської області», село увійшло до складу Козельщинської селищної громади.
19 липня 2020 року, в результаті адміністративно - територіальної реформи та ліквідації Козельщинського району, село увійшло до складу новоутвореного Кременчуцького району.

## Галерея

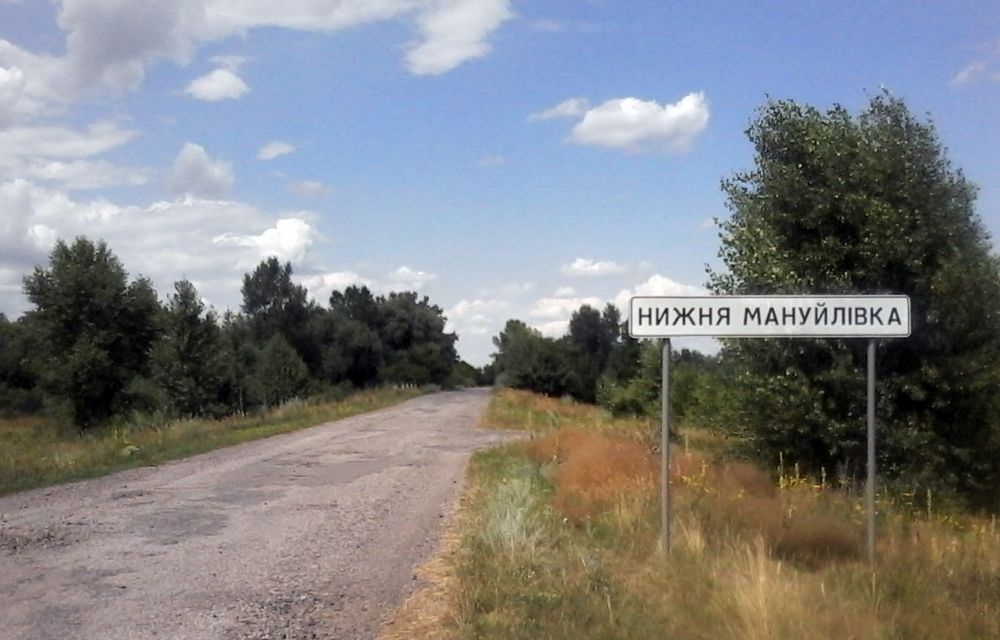
В'їзд у село зі сходу
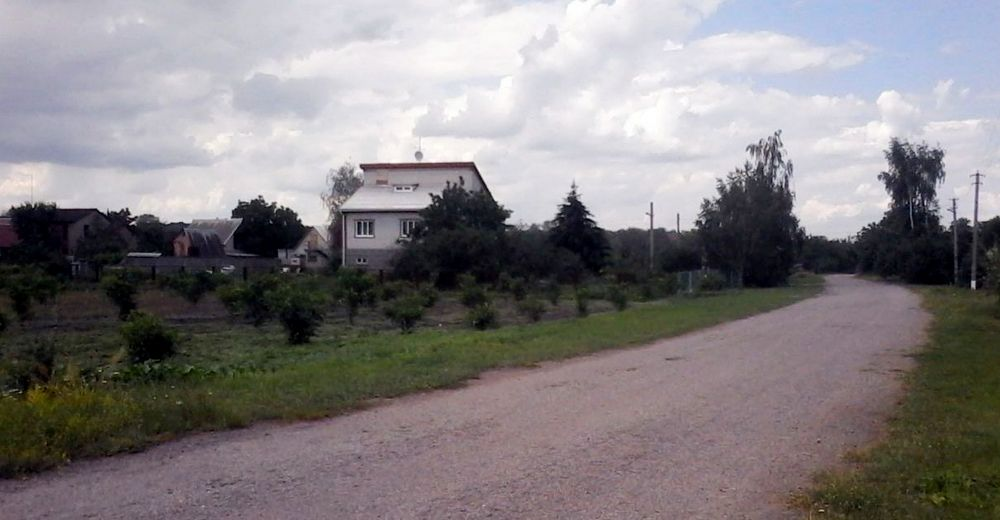
Центральна вулиця села
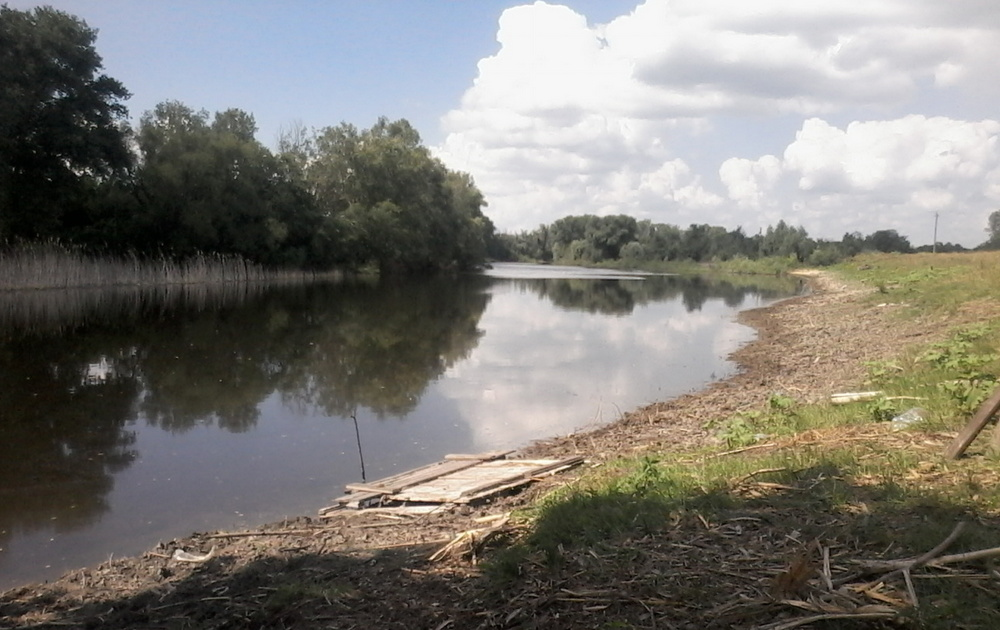
Озеро
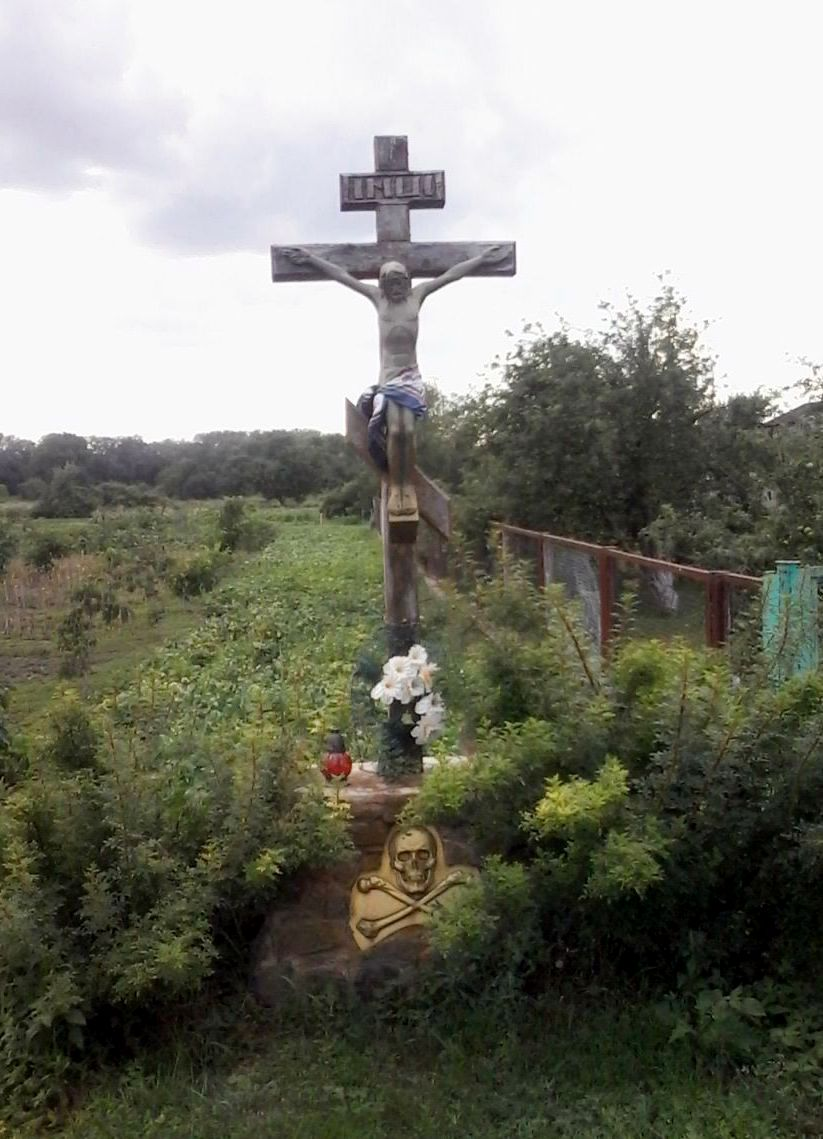
Придорожній хрест на центральній вулиці села